# Bolosoma
Bolosoma is een geslacht van sponsdieren uit de klasse van de Hexactinellida.

## Soorten
- Bolosoma biocalum Tabachnick & Levi, 2004
- Bolosoma cavum Ijima, 1927
- Bolosoma charcoti Tabachnick & Levi, 2004
- Bolosoma cyanae Tabachnick & Lévi, 2004
- Bolosoma meridionale Tabachnick & Lévi, 2004
- Bolosoma musorstomum Tabachnick & Lévi, 2004
- Bolosoma paradictyum (Ijima, 1903)
- Bolosoma volsmarum Tabachnick & Lévi, 2004